# Puerto de Gotemburgo
El Puerto de Gotemburgo (en sueco: Göteborgs Hamn) es el puerto más grande de los países nórdicos, con más de 11.000 visitas de buques por año de más de 130 destinos en todo el mundo. Como es el único puerto de Suecia con la capacidad de hacer frente a los buques portacontenedores oceánicos modernos muy grandes, Gotenmburgo maneja cerca del 30% del comercio exterior del país, que comprende 42 millones de toneladas de carga al año. 
En 2011 el puerto manejó un total de 900.000 contenedores (TEU) y 163.000 automóviles nuevos (tanto de importación como de exportación). 
El puerto cuenta con 24 lanzaderas de transporte ferroviario de mercancías previstas, sirviendo a Noruega y Suecia.

## Geografía
El puerto está situado a ambos lados del estuario de Göta älv en Gotemburgo. La costa norte, Norra Älvstranden , está en la isla de Hisingen y la costa sur, Södra Älvstranden , está en tierra firme. Es un puerto fluvial y costero combinado y la longitud total del muelle es de 13,1 km (8,1 mi). 

## Secciones del puerto
El puerto está dividido en varias secciones o puertos. 

### Costa sur
- Älvnabbens petroleumhamn, (mayor)

Hamacas con forma de U
Nya Varvet, (mayor)
- Carnegiekajen, muelle (antiguo), longitud de 225 m (738 pies), profundidad de 5,4 a 7,5 m (18 a 25 pies)
- Klippan, (mayor)
- Majnabbehamnen, longitud del muelle 485 m (1591 pies), profundidad 3–8 m (9,8–26,2 pies)

Varvet Kusten (más antiguo)
- El puerto pesquero de Gotemburgo

Gamla Varvet, (más antigua)
- Stigbergskajen, longitud del muelle 496 m (1.627 pies), profundidad 7-9 m (23-30 pies)
- Muelle Masthuggskajen, longitud del muelle 927 m (3041 pies), profundidad 6,3–7,6 m (21–25 pies)
- Muelle de Skeppsbrokajen, longitud del muelle 150 m (490 pies), profundidad 3 m (9,8 pies)
- Stenpiren, longitud del muelle 215 m (705 pies), profundidad 3–6 m (9,8–19,7 pies)
- Stora Hamnen/Stora Hamnkanalen, (mayor)
- Packhuskajen, longitud del muelle 230 m (750 pies), profundidad 3 m (9,8 pies)
- Lilla Bomba
- Gullbergskajen, longitud del muelle 1294 m (4245 pies), profundidad 3–5,8 m (9,8–19,0 pies)
- Muelle de Gasverkskajen (antiguo), longitud del muelle 255 m (837 pies), profundidad 5,8 m (19 pies)

Muelle de Lärjehamnen (antiguo), longitud de 310 m (1020 pies), profundidad de 3,6 a 5,3 m (12 a 17 pies)
- Canales de Rosenlund

### Costa norte
- Torshamnen, longitud del muelle 630 m (2070 pies), profundidad 20,5 m (67 pies)
- Torshamnen, longitud del muelle 250 m (820 pies), profundidad 6,5 m (21 pies)
- Arendal, longitud del muelle 450 m (1.480 pies), profundidad 8 m (26 pies)
- Älvsborgshamnen, longitud del muelle 1246 m (4088 pies), profundidad 9-11 m (30-36 pies)
- Skandiahamnen, longitud del muelle 2200 m (7200 pies), profundidad 6–14,2 m (20–47 pies)
- Skarvikshamnen, longitud del muelle 1.735 m (5.692 pies), profundidad 7-13 m (23-43 pies)
- Ryahamnen, longitud del muelle 1275 m (4183 pies), profundidad 3,5–9,5 m (11–31 pies)
- El castillo de Eriksberg

Sannegårdshamnen, muelle (antiguo), longitud de 890 m (2920 pies), profundidad de 7 a 7,5 m (23 a 25 pies)
- Lindholmshamnen, muelle (antiguo), longitud de 908 m (2979 pies), profundidad de 4,2 a 9 m (14 a 30 pies)
- Lundbyhamnen, longitud del muelle 680 m (2230 pies), profundidad 8 m (26 pies)
- Frihamnen, longitud del muelle 1.937 m (6.355 pies), profundidad 6–9,5 m (20–31 pies)
- Ringökajen, longitud del muelle 195 m (640 pies), profundidad 3 m (9,8 pies)
- Kvarnen Tre Lejon, longitud del muelle (más antiguo) 310 m (1020 pies), profundidad 3 a 9 m (9,8 a 29,5 pies)

## Capacidad y carga

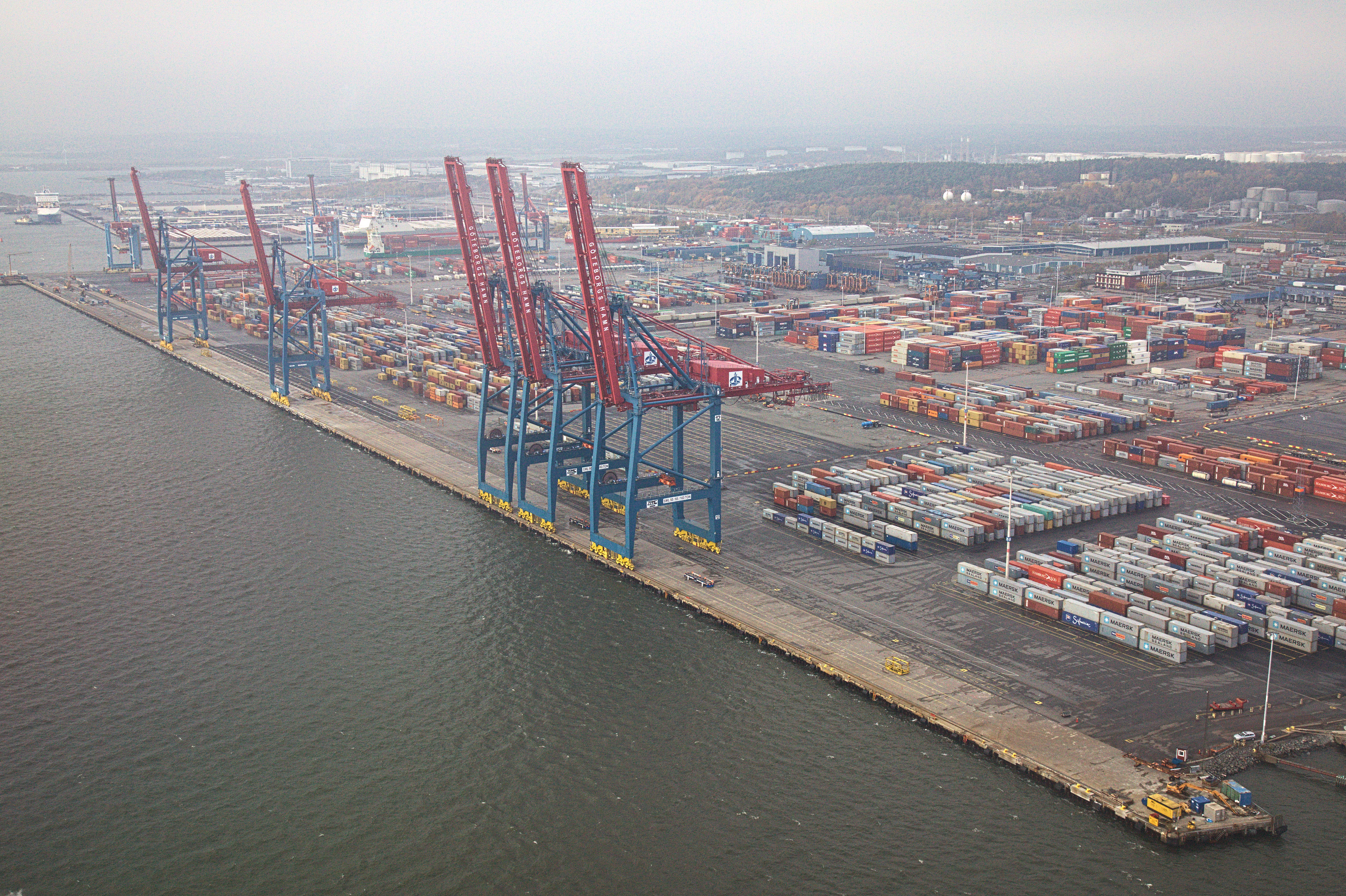
Lado norte de la parte costera del puerto,Skandiahamnen

Lado norte de la parte costera del puerto, Skandiahamnen
En 2013, el puerto manipuló aproximadamente 860.000 contenedores ( TEU ) y 160.000 automóviles nuevos (tanto de importación como de exportación).  Tiene 24 lanzaderas ferroviarias de carga programadas, que prestan servicio a Noruega y Suecia. 
Las principales importaciones son petróleo crudo (20 millones de toneladas en 2013), textiles y alimentos. Las principales exportaciones son vehículos nuevos (camiones, automóviles, autobuses, maquinaria pesada), acero y papel. Existen terminales especializadas para contenedores, ro-ro , automóviles, pasajeros (1,7 millones en 2013) y petróleo y otros productos energéticos. 
El puerto es lo suficientemente grande y profundo como para dar cabida incluso a barcos muy grandes, como el Maya de la Mediterranean Shipping Company que llegó al puerto el 21  de diciembre de 2015. Era entonces el buque portacontenedores más grande del mundo, de 396 m (1.299 pies) de largo con un calado de 16 m (52 pies) y una capacidad de 19.224 TEU . 